# Bayonne (Nueva Jersey)
Bayonne es una ciudad situada en el condado de Hudson, Nueva Jersey, Estados Unidos, al sur de Jersey City y al norte de Staten Island (que es parte de la ciudad de Nueva York). Según el censo de 2010, la ciudad tenía una población de 63 024 habitantes. Según las estimaciones del Comité Censal, en 2006 tenía una población estimada de 57 886 habitantes, lo que supone un descenso del 6,4% desde 2000.
Según la tradición, el nombre de la ciudad proviene de la ciudad francesa de Bayona (Bayonne en francés). Se ha dicho que hugonotes franceses se establecieron allí antes de que se fundara Nueva Ámsterdam, ya que gran parte de la población de Nuevos Países Bajos eran valoneses francoparlantes y podrían haberle dado este nombre. Sin embargo, no hay registros históricos que lo demuestren. Otra teoría de 1904 es que se la llamó Bayonne porque está entre dos bahías y, en inglés, Bayonne suena igual que bay on, que podría traducirse como en la bahía. Bayonne es una ciudad diversa, con una gran comunidad de italianos, irlandeses y polacos.
Bayonne originalmente fue fundada como pueblo el 1 de abril de 1861, a partir de territorios del pueblo de Bergen. Fue reincorporada como ciudad por una ley de la Legislatura de Nueva Jersey el 10 de marzo de 1869, reemplazando a la villa de Bayonne, tras un referéndum que tuvo lugar 9 días antes. Al sur está conectada con Staten Island (Nueva York) mediante el puente Bayonne.

## Historia
Antes de la llegada de Henry Hudson a las costas de Norteamérica, en los territorios que ahora ocupa Bayonne habitaban los indios Lenni Lenape. Henry Hudson navegó a través del Kill Van Kull adentrándose en la Bahía de Newark en 1609, donde se dice que fondeó en Bird's Point, el actual Constable Hook. Hudson reclamó la zona para los Países Bajos. En 1646, la Compañía Neerlandesa de las Indias Occidentales le otorgó a John Jacobson Roy, armero jefe de Fort Amsterdam, una concesión de tierras que posteriormente fue conocida como Constable Hook.
Una expansión posterior del territorio se produjo en 1654 cuando el director-general neerlandés Peter Stuyvesant otorgó numerosos derechos de tierra en la parte alta de la península (la actual calle 30), que en aquel entonces era llamado Pamrapo. En 1661, el pueblo de Bergen fue fundado por los holandeses, a lo largo de la punta de Bergen. La zona pasó al control de los británicos en 1664 tras la derrota de los holandeses. En 1714 el pueblo de Bergen se convirtió en uno de los tres pueblos en el nuevo Condado de Bergen. En 1776, durante la Revolución Americana, las fuerzas británicas y las patriotas americanas se confrontaron en Fort Delancy, en lo que actualmente es Bayonne.
En 1836 el Canal Morris que transcurría entre Phillipsburg y Newark fue ampliado mediante un ramal entre Bergen Neck y la Bahía de Nueva York. El 15 de marzo de 1861, la Legislatura de Nueva Jersey aprobó la unificación de las poblaciones de Bergen Point, Centerville, Salterville y Constable Hook en el pueblo de Bayonne. El grado de ciudad fue aprobado por la Legislatura de Nueva Jersey en 1869.
El crecimiento industrial llegó gracias que en 1872 Standard Oil compró terrenos en Constable Hook. Posteriormente, en 1875, Prentice Oil Company también se estableció en Constable Hook. Posteriormente sería vendida a una subsidiaria de Pennsylvania Railroad llamada Empire Transportation Company, una competidora de Standard Oil. La industria aumentó cuando Tide Water Oil Company se trasladó a la ciudad desde su ubicación anterior en Pensilvania.

## Geografía
Bayonne se encuentra situada al sur de Jersey City, en la península de Bergen Neck, y limita con la Bahía de Nueva York hacia el este, la Bahía de Newark por el oeste y el estrecho de Kill van Kull por el sur.
Según la Oficina del Censo de Estados Unidos, la ciudad abarca una superficie total de 29.1 km², de los cuales, 14.6 km² son de tierra firme y 14.6 km² son aguas sobre las que tiene jurisdicción el municipio.
Dentro de Bayonne se encuentran las comunidades de Bergen Point y Constable Hook.

### Clima
Bayonne, como la ciudad de Nueva York, tiene un clima subtropical húmedo. La temperatura en la ciudad es moderada durante todo el año gracias a la influencia del océano.

## Gobierno

### Administración local
La ciudad de Bayonne es gobernada según el sistema Faulkner Act de gobierno municipal, dirigida por un alcalde y cinco miembros del consejo municipal.

### Administración federal, estatal y del condado
Bayonne se encuentra dividida entre el 10.º y 13.er distritos del Congreso, y pertenece al 31.er Distrito Legislativo de Nueva Jersey.
Para el período legislativo 2008-2009, el 31.er distrito de la Legislatura de Nueva Jersey está representado por Anthony Chiappone, residente en Bayonne.

## Transporte

### Autobús
Existen paradas de autobús en las tres calles principales norte-sur de la ciudad: Broadway, Kennedy Boulevard y Avenue C, todas operadas por la compañía pública estatal New Jersey Transit y algunas líneas de autobús privadas. La línea que transcurre por Broadway solo recorre el interior de la ciudad de Bayonne, mientras que las que van por Avenue C y Kennedy Boulevard terminan en Jersey City. Una de las líneas del Kennedy Boulevard (el Coach USA 99S) llega hasta el Port Authority Bus Terminal en Manhattan (Nueva York) y en las horas punta NJ Transit 120 une la Avenue C en Bayonne con Battery Park en el Bajo Manhattan, mientras que el 81 conecta con Jersey City.